# Morton Gould
Morton Gould (Richmond Hill, Long Island, 10 de desembre, 1913 - Orlando, Florida, 21 de febrer, 1996) va ser un compositor, director d'orquestra i pianista nord-americà.

## Biografia
Gould va estudiar piano a l'Institut d'Art Musical (ara la Juilliard School of Music) i a la Universitat de Nova York amb Abby Whiteside i composició amb Vincent Jones. Va treballar inicialment a la ràdio i va ser pianista del programa Radio City Music Hall. El 1934 va ser l'arranjador i director d'una sèrie de programes orquestrals per a "WOR Mutual Radio". Va assolir una gran popularitat amb els seus programes de ràdio i es va donar a conèixer als Estats Units d'Amèrica, sobretot els anys posteriors al 1940 els seus programes Cresta Blanca Carnival i The Chrysler Hour (CBS) van proporcionar la "espurna inicial".
Gould ha compost obres de teatre de Broadway (Million Dollar Baby, Arms and the Girl), partitures de pel·lícules (Delightfully Dangerous, Cinerama Holiday, Windjammer), música per a televisió (Holocaust, el documental de la CBS World War One) i ballets (Interplay, Fall River Legend).. i estic passat de moda).
Gould va incorporar elements de folklore, jazz, blues i música gospel a les seves obres. L'any 1936 Leopold Stokowski va estrenar el seu Coral i fuga en jazz. Va escriure Música trobadoresca per a Los Romeros i l'Orquestra Simfònica de San Diego a finals dels anys 60.
Com a director, Gould ha dirigit totes les orquestres importants dels Estats Units, així com orquestres del Canadà, Mèxic, Europa, Japó i Austràlia.
Morton Gould va ser president de la societat col·leccionista "American Society of Composers, Authors, and Publishers" (ASCAP, comparable a la GEMA alemanya) de 1986 a 1994. En el seu honor, la "Society for the Advancement of Young Composers" va crear els premis anuals "Morton Gould Young Composer".

## Premis
- 1996 - Membre elegit de l'Acadèmia Americana d'Arts i Lletres.[2]
- 1995 - Premi Pulitzer per la seva composició Stringmusic.

## Obres per a orquestra
- 1933 Symphonette 4 (Latin-American)

Rhumba
Tango

Guaracha
Conga
- 1939 Foster Gallery
- 1947 American Salute
- 1976 American Ballads, Settings of American Tunes for Orchestra
- American Caprice

## Obres per a orquestra de vent
| - 1938 Movement I from "Symphonette No. 2" - 1938 Pavanne from "Symphonette No. 2" - 1941 Jericho (Rhapsody for Band) - 1943 Concertette for Viola and Band - # Brisk - # Blues - # Dance - # Finale - 1943 Fanfare for Freedom for Wind Ensemble - 1946 Ballad for Band - 1947 The First Thanksgiving from "Holiday Music" - 1947 Fourth of July from "Holiday Music" - 1947 Easter Morning from "Holiday Music" - 1947 Halloween from "Holiday Music" - 1947 Home for Christmas from "Holiday Music" - 1949 Serenade of Carols - movement II - 1949 Serenade of Carols - movement III - 1950 Big City Blues - 1951 Horseless Carriage Galop from "Family Album" - 1952 Symphony No. 4 - Symphony for Band (West Point Symphony) - 1953 Inventions - 1954 Buckaroo Blues - 1955 Derivations for Solo Clarinet and Dance Band - 1955 Cinerama March from "Cinerama Holiday" - 1955 On the Boulevard from "Cinerama Holiday" | - 1955 Skier's Waltz from "Cinerama Holiday" - 1955 Souvenirs of Paris from "Cinerama Holiday" - 1955 Old Romance from "Family Album" - 1956 Santa Fe Saga - 1956 Soft Shoe Serenade from "Hoofer Suite" - 1957 Café Rio - 1958 Saint Lawrence Suite - 1958 Windjammer - Highlights - 1962 Prisms - 1964 Formations - 1964–1965 Dramatic Fanfares from CBS-TV documentary "World War I" - 1964–1965 Prologue - from CBS-TV documentary "World War I" - 1964–1965 Revolutionary Prelude from CBS-TV documentary "World War I" - 1964–1965 Royal Hunt from "Sarajevo Suite" - 1964–1965 Royal March from "Sarajevo Suite" - 1966 Salutations - 1967 Columbian Fanfares - 1968 Mini-Suite for Band - 1976 Hymnal - on "We Shall Overcome" from "American Ballads" - 1976 Memorials - on "Taps" from "American Ballads" - 1976 Saratoga Quickstep - on "The Girl I Left Behind" from "American Ballads" - 1979 Cheers! - A Celebration March | - 1980 Holocaust Suite (de la sèrie NBC-TV) per a Banda - # Main Theme - # Kristallnacht - # Berta and Joseph - # Babi Yar - # Liberation - # Elegy - 1980 Prologue from "Holocaust Suite" - 1983 Centennial Symphony - Gala for Band - 1983 Fiestas from "Centennial Symphony" - 1983 Gala - 1991 Festive Fanfare - 1991 Hail to a First Lady - 1994 Global Greetings for Symphonic Band - 1995 Remembrance Day (Soliloquy for a Passing Century) - American symphoniette no. 2 - # Moderately fast (amb vigor i rebot) - # Pavanne - Allegretto - # Very fast - racy - American salute - Cowboy Rhapsodie - Music for the Leathernecks - Overture from "Folk Suite" - Revolution Prelude - West Point Symphony - American Patrol for 3 Bands - Overture from "Folk Suite" - Yankee Doodle |

## Obres escèniques
- 1945 Interplay (American Concertette) Ballet
- 1947 Fall River Legend Ballet en un acte
- 1952 Tap Dance Concerto
- 1956 Hoofer Suite
- 1964 Formations
- 1983 I'm Old Fashioned, Astaire Variations Ballet
- 1969–1983 Audubon (Birds of America) Ballet
- 1992 The Jogger and the Dinosaur